# Augusto Righi
Augusto Righi (Bolonha, 27 de agosto de 1850 — Bolonha, 8 de junho de 1920) foi um físico italiano.
Recebeu a Medalha Hughes de 1905 da Royal Society, para a qual foi eleito em 1907 como Foreign Member (FRS). Em 1896 foi eleito membro correspondente da Academia de Ciências da Rússia em São Petersburgo. Em 1912 foi eleito para a Academia de Artes e Ciências dos Estados Unidos.